# DHC Aalst Sportief
Dameshandbalclub Aalst Sportief, kortweg Aalst Sportief was een Belgische dameshandbalploeg uit Aalst.

## Club
Aalst Sportief werd opgericht in 1966 met als inschrijvingsnummer 89 en behoorde tot de pioniers van het dameshandbal in België. Ze werden viermaal officieus (1967, '68, '69 en '70) landskampioen. In 1968 werden ze verkozen tot sportclub van de stad Aalst. In 1975 veroverden ze een eerste officiële landstitel door in een testwedstrijd Avanti Femina Lebbeke te verslaan.
De club stopte in 1983, waarbij de meeste speelsters overstapten naar Eendracht Vrij Aalst.